# Буття і ніщо
Буття і ніщо: Нарис феноменологічної онтології (фр. L'Être et le néant : Essai d'ontologie phénoménologique) - книга філософа Жана-Поля Сартра 1943 року. У творі Сартр розвиває осмислення філософії екзистенціалізму, торкаючись таких тем, як свідомість, сприйняття, соціальна філософія, самообман, існування "небуття", психоаналіз і питання свободи волі. 
Перебуваючи у полоні в 1940 і 1941 роках, Сартр прочитав працю Мартіна Гайдеґґера "Буття і час" (1927), в якій метод гуссерлівської феноменології використовується як лінза для дослідження онтології. Сартр пов'язував хід власних філософських шукань зі знайомством з вищезгаданою працею. Попри вплив Гайдеґґера, Сартр глибоко скептично ставився до будь-якої міри, за допомогою якої людство могло б досягти якогось особистого стану задоволення, порівнянного з гіпотетичною гайдеґґерівською "повторною зустріччю з буттям". За Сартром, людина — це істота, яку переслідує бачення "завершення" (те, що Сартр називає ens causa sui, що буквально означає "істота, яка спричиняє саму себе"), яке багато релігій і філософів ототожнюють з Богом. Народжуючись у матеріальній реальності свого тіла, у матеріальному всесвіті, людина виявляється включеною в буття. Відповідно до уявлення Гуссерля про те, що свідомість може існувати лише як свідомість чогось, Сартр розвиває ідею про те, що не може бути ніякої форми "Я", яка була б "захована" всередині свідомості. Виходячи з цього, Сартр переходить до філософської критики теорій З. Фройда, виходячи з твердження, що свідомість по суті є самосвідомою. 
Книга "Буття і ніщо" вважається як найважливішим нехудожнім вираженням екзистенціалізму Сартра, так і його найвпливовішим філософським твором, оригінальним, попри його борг перед Гайдеґґером. Багато хто високо оцінив центральне поняття книги про те, що "існування передує сутності", введення поняття недобросовісності й дослідження "небуття", а також її новий внесок у філософію сексу. Проте книга була піддана критиці за її абстрактність і за ставлення до Фрейда.

## Передісторія

### Декарт
Екзистенціалізм Сартра має спільну з Рене Декартом філософську відправну точку: перше, що ми можемо усвідомлювати, — це наше існування, навіть коли сумніваємося в усьому іншому (Cogito ergo sum - "Cogito ergo sum"). У "Нудоті" відчуття запаморочення головного героя перед власним існуванням викликане речами, а не мисленням. Це запаморочення виникає "перед обличчям власної свободи та відповідальності за надання сенсу реальності". Як важливий розрив з Декартом, Сартр відкидає первинність знання (відкидання, підсумоване у фразі "Існування передує сутності") і пропонує іншу концепцію знання та свідомості. 

### Гуссерль
Ключові ідеї книги "Буття і ніщо" спираються на феноменологію Едмунда Гуссерля. Для обох філософів свідомість є інтенціональною, тобто існує лише свідомість чогось. Для Сартра інтенціональність означає, що не існує жодної форми "Я", яка була б прихована всередині свідомості (як, наприклад, трансцендентальне "Я" Гуссерля). Его має бути структурою поза свідомістю, щоб могла існувати свідомість его

## Критика
Буття і ніщо вважається найважливішою філософською роботою Сартра, і найважливішим нехудожнім вираженням його екзистенціалізму. Християнський екзистенціаліст Габріель Марсель писав, що вона має "незаперечну" важливість і належить до найважливіших внесків, зроблених у загальну філософію. Хоча Марсель відзначив вплив Гайдеґґера на "принаймні форму" Буття і Ніщо, він також зауважив, що Сартр розходився з поглядами, висловленими Гайдеґґером у Буття і час (1927) у важливих аспектах, і що внесок Сартра був оригінальним. Марсель вважав аналіз недобросовісності "однією з найбільш видатних і солідних" частин "Буття і ніщо", пишучи, що він запобігає тому, щоб аргументи Сартра не були чисто абстрактними. Однією з найважливіших заслуг роботи Марсель вважав те, що вона показала, "що форма метафізики, яка заперечує або відкидає благодать, неминуче закінчується тим, що ставить перед нами образ атрофованого і суперечливого світу, в якому краща частина нас самих, нарешті, не в змозі впізнати самих себе".
Філософ Жан Валь критикував аргументи Сартра щодо теми "ніщо". Філософ Фредерік Коплстон описав думку Сартра про те, що всі людські дії є результатом вільного вибору, як "вкрай неправдоподібну", хоча він зазначив, що Сартр мав способи захистити свою позицію. Він також висловив симпатію до критики Сартра з боку Марселя й описав погляд Сартра на свободу як "нігілістичний" і, можливо, несумісний з деякими іншими поглядами Сартра. Філософ А. Д. Айєр писав, що, окрім деяких психологічних висновків, книга є "претензійною метафізичною тезою" і "головним чином вправою у зловживанні дієсловом "бути""[20].

## Переклад українською
- Сартр Ж-П. Буття і ніщо (фрагменти) // Пер. В. В. Лях / Сучасна зарубіжна філософія. Течії і напрями. Хрестоматія. — К.: Ваклер, 1996. — С. 112—182.
- Сартр Ж-П. Буття і ніщо: нарис феноменологічної онтології. / Пер. з французької Віталій Лях, Петро Таращук. — К.: Вид-во Соломії Павличко «Основи», 2001. — 855 с.